# Hàndicap
En esports i jocs, el hàndicap (adaptació de l'anglès handicap) és la pràctica d'assignar un avantatge a través d'una compensació en el marcador o d'altres tipus a diferents competidors per tal d'igualar les possibilitats de guanyar. La paraula també s'aplica als diferents mètodes pels quals es calcula l'avantatge. En principi, s'aplica un desavantatge al jugador amb més experiència per tal que jugadors que en tenen menys puguin participar en el joc o esport, mantenint equitat.
El terme hàndicap deriva de "hand-in-cap", que es refereix a un sistema en el qual els jugadors apostaven diners en una gorra d'un àrbitre neutral per a arribar a un acord sobre els valors relatius dels objectes que es volien intercanviar. El hàndicap s'utilitza en jocs i esports competitius com ara el go, els escacs, el croquet, el golf, les bitlles, el polo, el bàsquet i esdeveniments d'atletisme.